# Bunium avromanum
Bunium avromanum är en flockblommig växtart som beskrevs av Carl Georg Oscar Drude. Bunium avromanum ingår i släktet jordkastanjer, och familjen flockblommiga växter. Inga underarter finns listade i Catalogue of Life.